# Miquel Ramón i Izquierdo
Miquel Ramón i Izquierdo (València, 8 de desembre de 1919 - 17 de setembre de 2007) va ser un jurista i polític valencià, alcalde de València durant el franquisme i un dels fundadors d'Unió Valenciana.

## Trajectòria
Llicenciat en dret per la Universitat de València, el 1943, es va incorporar al Col·legi d'Advocats de València. La seua família es dedicava a la metal·lúrgia, i Ramón Izquierdo va ser president del Sindicato Provincial del Metal de Valencia (enquadrat en el Sindicat Vertical) entre 1963 i 1966, va impulsar el 1968 la creació de l'Agrupación de Exportadores Metalúrgicos de la Región de València de la qual fou president fins al 1972 i va ser president del Col·legi d'Advocats de València entre el 1973 i el 1974, així com president de l'Acadèmia Valenciana de Jurisprudència i Legislació.
Gràcies a la seua amistat amb Fernando Herrero Tejedor, Secretario General del Movimiento, va ser nomenat alcalde de València el setembre de 1973, i, es mantingué en el càrrec amb l'ajut dels seus regidors fins al 1979, tot i el rebuig social que provocà. També fou procurador en Corts de 1973 a 1977. En la votació sobre la Llei d'Associacions Polítiques de juny de 1976 es va absentar de la votació.
En el primer ple que va presidir com a alcalde figurava en l'ordre del dia la subhasta de determinades parcel·les del Saler, retirant aquest punt de l'ordre del dia i paralitzant així la venda de parcel·les de la devesa del Saler. Durant el seu mandat no es va vendre ni un pam del Saler. També va rebutjar la proposta de xarxa viària que pretenia utilitzar l'antic llit del riu Túria com a carreteres i comunicacions i va plantar arbres amb la finalitat de dificultar la destinació del llit per a altres coses que no fossin zona verda i va aconseguir que en la primera visita com a rei de Joan Carles I es retornés a la ciutat la titularitat del riu.
Va formar part de la Unión del Pueblo Español, però el 1976, fundà Unió Regional Valenciana, formació que donaria origen uns anys després a Unió Valenciana, partit amb el qual fou diputat al Congrés dins de la Coalició Popular el 1982 i per UV a les eleccions generals espanyoles de 1986.
Entre el 1982 i el 1984 es va convertir en el secretari general d'Unió Valenciana, i va ser president regional del partit entre 1984 i 1992. En el consell nacional del 12 de setembre de 1992, un dels primers que presidia Vicent González Lizondo i que va ser celebrat en un context de tensió interna, va ser expulsat del partit juntament amb el seu fill, Miquel Ramon i Quiles i el regidor a l'ajuntament de València Francesc Martínez i León.